# Мелихово (Орловская область)
Мелихово — село в Сосковском районе Орловской области России.
Входит в состав Мураевского сельского поселения.

## География
Расположено восточнее деревни Катыши рядом с истоком речки, впадающей в реку Крома.
В селе имеется одна улица — Полесская. Просёлочная дорога соединяет Мелихово с автодорогой, выходящей на автомобильную дорогу 54К-354.

## История
По состоянию на 1927 год село принадлежало Мураевскому сельскому совету Сосковской волости Орловского уезда. Население Мелихово составляло 351 человек (168 мужчин и 183 женщины) при 75 дворах. Работала школа 1-й ступени.

## Население
| 2002 | 2010 |
| ---- | ---- |
| 101  | ↘69  |